# 茹でガエル

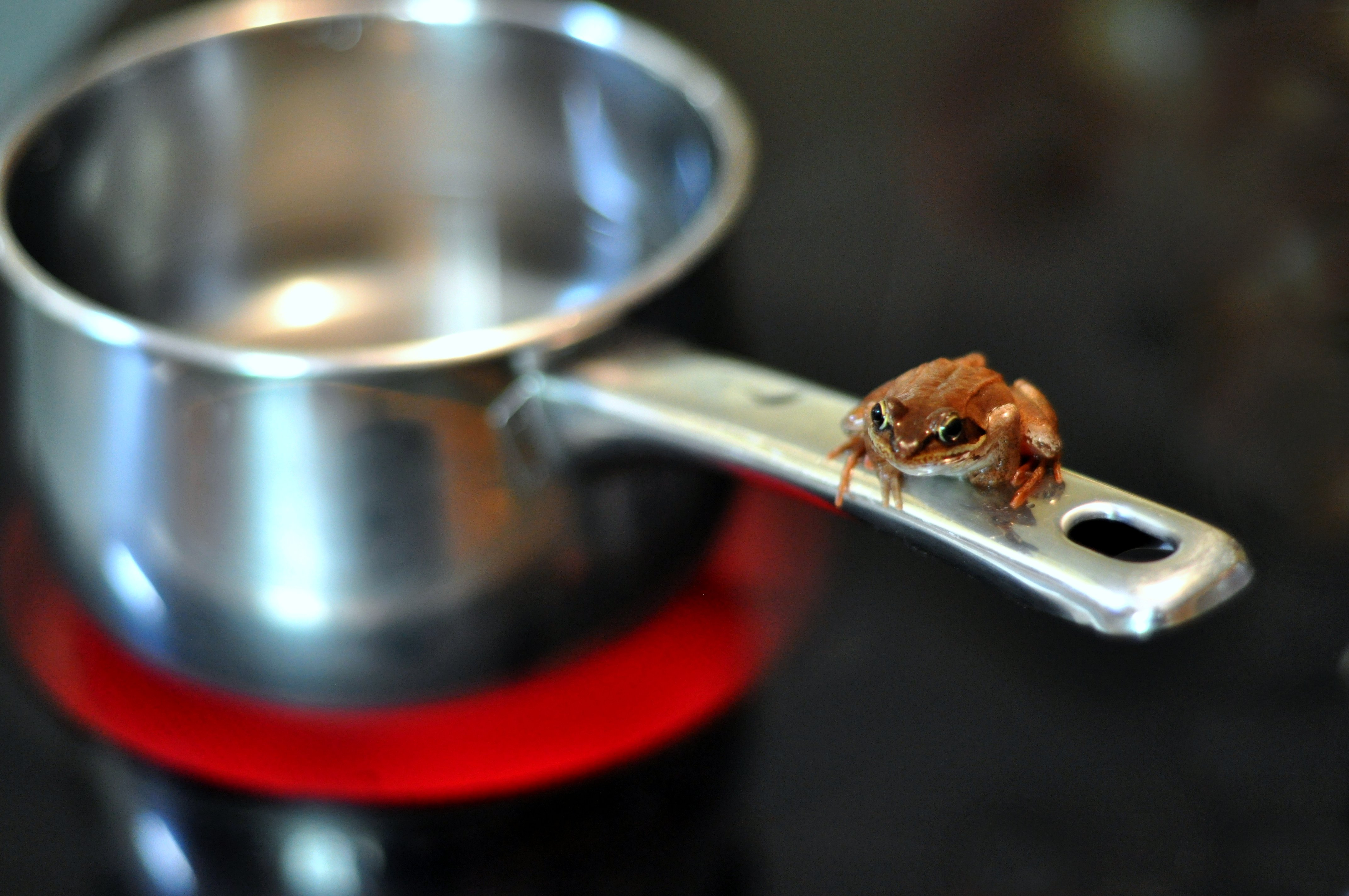
熱せられたコンロ上の鍋の取ってに座るカエル

茹でガエル（ゆでガエル、英語: Boiling frog）とは、緩やかな環境変化下においては、それに気づかず致命的な状況に陥りやすいという警句。生きたカエルを突然熱湯に入れれば飛び出して逃げるが、水に入れた状態で常温からゆっくり沸騰させると危険を察知できず、そのまま茹でられて死ぬという説話に基づく。茹でガエル現象（ゆでガエルげんしょう）、茹でガエルの法則（ゆでガエルのほうそく）とも呼ばれる。
19世紀のいくつかの実験を基に、加熱が十分に穏やかであれば、この説話は再現可能な事実だと考えられていた。しかし、現代の生物学の見地においては、これはありえないとされている。カエルや他の変温動物においては、場所移動による自然な体温調節は、野生で生き残るためには必須な能力であり、徐々に加熱されてもカエルは飛び出して逃げ出してしまう。さらに付け加えれば、既に沸騰している熱湯にカエルを入れれば飛び出す前に死ぬ。

## 比喩としての用例
茹でガエルの説話は、一般的に、最終的に望ましくない結果に陥ることを避けるために、緩やかな変化に注意を払う必要性を警告する比喩として用いられる。これは、制定された規範が徐々に拡大解釈され危険に陥ることを示す警句「滑りやすい坂道」を補足する比喩として用いられることもある。一方で肯定的に用いられることもあり、ビジネス面においては、変化を受け入れてもらうには緩やかである必要があることを強調するための比喩として用いられることがある。
また、問題がある状況下において、何も行動を起こさず、徐々に深刻さが増して最終的に破滅的な事態に達することを「茹でガエル症候群（boiling frog syndrome）」と呼ぶ。
この逸話は様々なものを説明する上で用いられてきた。
例えば、1960年代には、冷戦時代下においてソ連に同情的なことへの警告として用いられた。
あるいは1980年には生存主義者（プレッパー）の文明崩壊論において既に差し迫ったものとして言及された。
1990年代には気候変動問題への警告として使用され、また自由主義者は市民の自由が徐々に失われていく危険についてこの説話を用いた。
環境保護主義者で作家のダニエル・クインは、1996年の小説『The Story of B』において、1章を使って人類の歴史、人口増加、余剰食糧を表現するために茹でガエルの比喩を用いている。
1997年の映画『ダンテズ・ピーク』において、ピアース・ブロスナン演じる主人公は休眠火山が再活性化していることを示す兆候が重なっているとして、この比喩に言及する。
アル・ゴアは、地球温暖化問題に対する人類の危機感の無さに対して茹でガエルの比喩を用いており、ニューヨーク・タイムズの論説や自身のプレゼンテーション、2006年の映画『不都合な真実』などで見られる。映画版についてはカエルは傷つく前に助け出される。
脚本家兼監督のジョン・クックシーは、2010年のドキュメンタリー映画に、この比喩を元にした『How to Boil a Frog（カエルを茹でる方法）』というタイトルをつけた。
2003年、法学者のEugene Volokhは、実際のカエルの生態に関係なく、茹でガエルの説話は比喩として有用とし、他にもダチョウの平和の比喩も挙げている。
ノーベル経済学賞の受賞者でもあるニューヨークタイムズの論説委員ポール・クルーグマンは、2009年7月のコラムにおいて実際のカエルの生態とは異なると言及した上で比喩として用いた。
2006年からこの説話を神話などと表現して、使用を止めることを推奨しているジャーナリストのジェームス・ファローズは、クルーグマンのコラムを受けて、書き手が元話が真実ではないことに言及しているのであれば、用いても構わないと述べている。

## 哲学分野での使用例
哲学においては「砂山のパラドックス」を説明する際に用いられることがある。これは砂山から砂粒を取り除いていった際に、もはや砂山とはいえない境界値があるかどうかを問うものである。

## 実験の歴史と現代の科学的知見
ゆっくりと熱した水中におけるカエルの反応を観察する実験は19世紀にはいくつか行われていており、実験結果として確かにカエルは逃げないと結論付けられたものがあった。
例えば、1872年のハインツマンが行った実験では水が十分にゆっくりと加熱された場合にはカエルは逃げないとし、これは1875年のフラッチャーの実験でも裏付けられたとした。
ただ、1869年にドイツの生理学者フリードリッヒ・ゴルツが、魂の在り処を探すために、通常のカエルと脳を摘出したカエルを使った実験においては、脳無しカエルがそのまま茹でられたのに対し、脳有りカエルは水温が25度に達した時点で逃げ出そうとしていたとしている。
こうした実験結果の差異について、1888年にウィリアム・トンプソン・セジウィックは、加熱速度の違いによって生じたものであり、加熱が十分に緩やかであれば、正常なカエルでも反射運動は起こらないと論じた。
実際、ハインツマンの実験では90分間で約21℃から37.5℃まで加熱させた（1分間に0.2℃）のに対し、ゴルツの実験では約10分間で17.5℃から56℃まで加熱させたもの（1分間に3.8℃）であった。
アメリカの医師・心理学者であるエドワード・ウィーラー・スクリプチュアもまた、1897年の自著『The New Psychology』の中で「水を十分に緩やかに加熱させることができれば、生きたカエルを逃さずに茹でることができる。ある実験では毎秒0.002℃の速度で温度を上昇させ、2時間半後に逃げずに死んだカエルを観察することができた」と語っている。
現代の科学的根拠に基づく資料では、この現象は実在しないと報告されている。
1995年、ハーバード大学の生物学者ダグラス・メルトンは、「もし、熱湯にカエルを入れたらどうなるか、飛び出しはしない。死ぬんだ。冷たい水に入れた場合は、熱くなる前に飛び出すだろう。あなたのために座って待ちはしない」と述べている。同様に国立自然史博物館の爬虫類・両生類学芸員であるジョージ・R・ツークも「カエルに逃げ出せる手段があれば、確実に逃げ出すだろう」と逸話を否定している。
2002年、両生類の温度関係の研究に興味を持っていた、元オクラホマ大学の動物学者ビクター・H・ハチソンは、「この伝説は完全に誤りだ！」と述べている。彼は現代の研究実験によって、多くのカエル類における臨界最高温度の上限は判明しているとし、水が1分間に1℃加熱されるたびに、カエルは逃げ出そうと活発になり、逃げ出せる環境なら最終的に逃げ出すと説明している。